# Тугела (річка)
Туге́ла — річка в Південній Африці, в ПАР. Довжина близько 350 км, площа басейну близько 27 тисяч км². Витікає в Драконових горах, впадає в Індійський океан на північ від міста Дурбана. 
У верхній течії річки знаходиться однойменний найвищий в Африці водоспад Тугела (933 м).